# Sant'Eufemia Lamezia
Sant'Eufemia Lamezia (Santafhémia in dialetto locale) è una delle circoscrizioni comunali della città di Lamezia Terme. È stato un comune autonomo sino al 1968, anno dell'unificazione con Nicastro e Sambiase per la nascita del nuovo comune, del quale è il terzo quartiere più popoloso con circa 5 000 abitanti. Nel territorio dell'ex comune sono presenti l'aeroporto principale della Calabria e uno dei primi del Mezzogiorno per traffico passeggeri, una delle principali stazioni ferroviarie della ferrovia Tirrenica Meridionale, uno svincolo autostradale dell'A2, il 2º Reggimento "Sirio" dell'Aviazione dell'Esercito e la sede dell'Unioncamere Calabria.

## Storia
Sant'Eufemia Lamezia ha una storia documentata fin dai tempi dei Normanni, che concessero grandi privilegi al baliaggio di Sant'Eufemia. Ancora oggi è possibile visitare i ruderi dell'abbazia benedettina di Sant'Eufemia. Il baliaggio fu assegnato all'ordine cenobitico militare degli Ospedalieri Gerosolimitani, oggi noto come Sovrano militare ordine di Malta. 
L'ordine possedeva oltre al baliaggio di Sant'Eufemia, anche i feudi limitrofi di Nocera e Izzaria (oggi Gizzeria). Tutti e tre i centri conservano ancora oggi come patrono san Giovanni Battista, protettore dell'ordine dei Cavalieri di Malta. Ai Cavalieri di Malta si attribuisce la costruzione del bastione di Malta.
In seguito al disastroso terremoto del 1638, che aveva avuto la città come suo epicentro, venne fondato in una zona collinare poco distante il nuovo centro di Sant'Eufemia del Golfo (oggi Sant'Eufemia Vetere). Il baliaggio durò fino agli inizi del XIX secolo, quando i terreni del feudo furono ceduti alle famiglie nobili e alla nuova borghesia territoriale che si andava formando. Con la fine del baliaggio il territorio di Sant'Eufemia Biforcazione entrò a far parte del comune di Gizzeria.
Il paese odierno fu fondato durante il periodo fascista divenendo comune autonomo costituito con zone di territorio staccate dai comuni di Gizzera, Nicastro, Maida, San Pietro a Maida e Curinga, con disposizione legislativa dell'8 aprile 1935 (con decorrenza 1º gennaio 1936), con il nome di Sant'Eufemia Lamezia, alla cui guida veniva chiamato Francesco Cordaro. Concepita come uno dei fiori all'occhiello dell'azione governativa fascista, Sant'Eufemia usufruì di risorse finanziarie cospicue e fu posta al centro di interventi riformatori che si espressero con pregevoli opere di architettura rurale. L'autonomia comunale ebbe vita breve perché nell'anno 1968 Sant'Eufemia Lamezia si unì con Nicastro e Sambiase nel comune di Lamezia Terme.

## Monumenti e luoghi d'interesse

### Architetture religiose
Chiesa di San Francesco di Paola
La chiesa, ricostruita ex-novo negli anni cinquanta a seguito del bombardamento aereo che colpì Sant'Eufemia Lamezia nel 1943, si caratterizza per la semplice facciata in mattoncini rossi, sormontata da timpano triangolare sotto al quale vi è un tondo con l'immagine in rilievo di San Francesco di Paola.
Chiesa di San Giovanni Battista
La chiesa intitolata a San Giovanni Battista prende il nome dall'antica chiesa situata nella zona di Sant'Eufemia Vetere, risalente fin dal 1759 e comprendeva altre due frazioni, quella al mare, oggi Gizzeria Lido e quella appunto di Sant'Eufemia Lamezia, quest'ultima inizialmente rappresentata dalla chiesa di San Francesco, divenuta poi, centro e residenza parrocchiale. In seguito essendosi esteso il nuovo centro, si è vista l'opportunità di costruire una nuova chiesa e nuovi locali parrocchiali. La nuova chiesa, inaugurata il primo novembre 1968 è stata definitivamente consacrata il 9 maggio 2005, dopo i lavori di risanamento e completo adeguamento liturgico della struttura esistente.

### Architetture militari

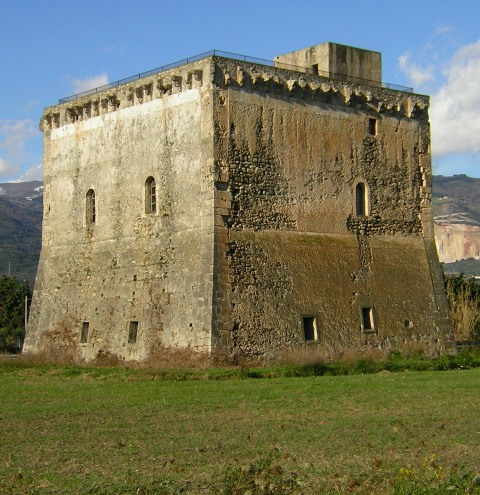
Bastione di Malta
La costruzione del bastione di Malta risale intorno al 1550, quando per fronteggiare le continue scorrerie dei saraceni riorganizzate sotto bandiera ottomana, che minacciavano la sicurezza e i commerci delle città rivierasche, il viceré di Napoli don Pedro di Toledo, per ordine della corona spagnola, impose alle comunità il rafforzamento a loro spese del sistema di difesa costiera già esistente. Il bastione di Malta compare nello stemma della città di Lamezia Terme, in una forma stilizzata.

### Altro
- Piazza Italia;
- Via del Mare;
- Lapide ai caduti in guerra, sulla facciata dell'ex municipio di Sant'Eufemia Lamezia;
- Statua di Sant'Eufemia di Calcedonia, in piazza Italia.

### Siti archeologici
Terina

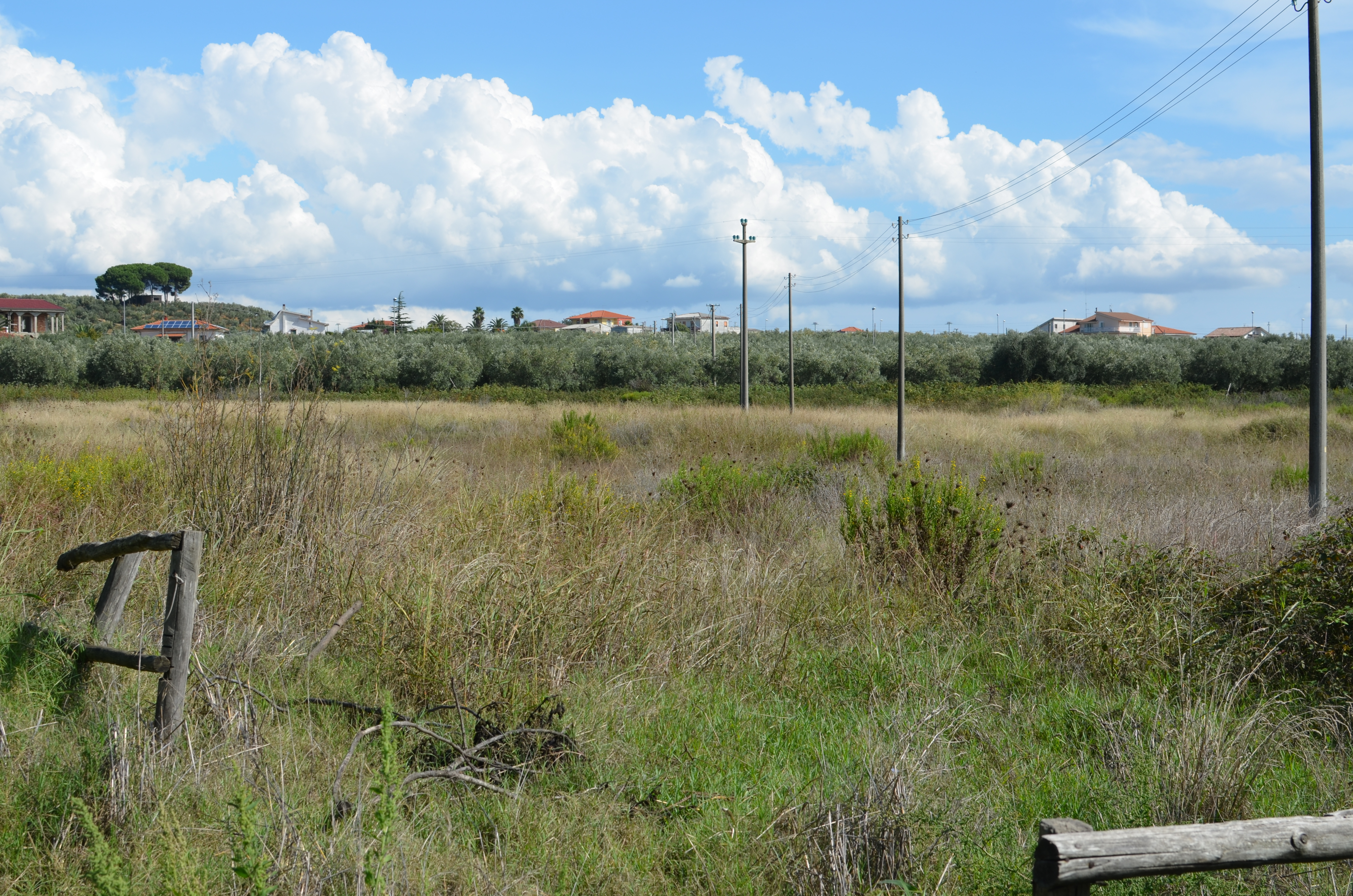
Scavi di Terina

La città di Terina fu fondata nel VI secolo a.C. dai Crotoniati, che intendevano estendere così il loro dominio sul mar Tirreno e garantirsi il completo controllo dell'istmo di Marcellinara, assicurato già, sulla costa ionica, dalla città di Skylletion. Fra il V e il IV secolo a.C. cadde, come molte città greche della Calabria, sotto il dominio dei Siracusani finché, nel III secolo a.C. venne conquistata dai Bruzi. Nel 272 a.C., con la fine della guerra contro Taranto, cadde sotto l'autorità di Roma. Venne infine distrutta da Annibale nel 203 a.C. perché non aveva voluto schierarsi al fianco dei Cartaginesi.
Abbazia benedettina di Sant'Eufemia

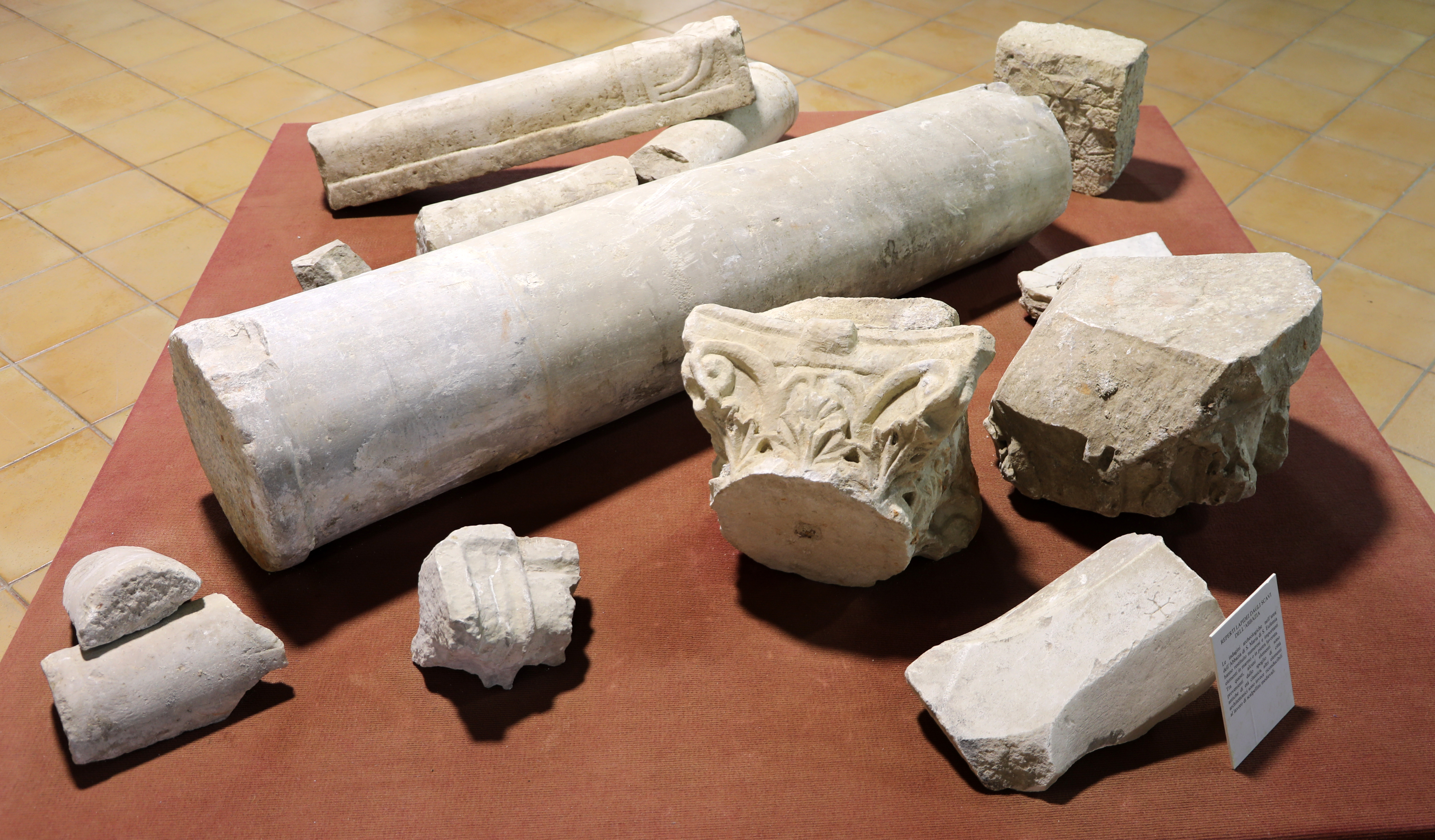
Resti dell'abbazia di Sant'Eufemia nel Museo archeologico lametino

L'abbazia benedettina di Santa Maria fu fondata da Roberto il Guiscardo nell'XI secolo nell'area di un precedente monastero bizantino, a Sant'Eufemia, ed è espressione, insieme al vicino castello normanno-svevo, di alcuni tra i più importanti aspetti della conquista normanna. La grande opera fu progettata dall'abate e architetto Roberto di Grandsmenil, prendendo esempi dalle forme architettoniche dell'abbazia di Bernay e Cluny. Del complesso rimangono ruderi che permettono una lettura di massima della sua articolazione interna, caratterizzata dai resti della chiesa e dell'area del chiostro. Della chiesa sono visibili il prospetto principale con i resti delle due torri campanarie, la divisione interna in tre navate illuminate da una serie di finestre ad arco, e parte dell'area presbiteriale con il transetto, che culminava ad est con le tre absidi. La tecnica costruttiva è già nota in altri monumenti normanni, così come l'impiego di elementi architettonici di spoglio di età romana rientra nella tradizione normanna di sottolineare la grandezza della monarchia utilizzando i materiali dell'Impero romano.

### Aree naturali
- Lungomare "Falcone-Borsellino" e giardino litoraneo situati tra le località Marinella e Cafarone;
- Lungomare "Ginepri" e giardino litoraneo situati in località Ginepri.

## Società

### Tradizioni e folclore
Feste in onore dei Santi
- Durante la seconda settimana di luglio, a Sant'Eufemia Lamezia si celebra la festa patronale, che inizia il giovedì con l'accoglienza delle reliquie del Santo patrono della Calabria, custodite nel santuario di San Francesco a Sambiase. Le reliquie insieme alla statua lignea di San Francesco, che viene custodita nella piccola chiesa omonima, raggiungono in processione la moderna chiesa di San Giovanni Battista dove iniziano le celebrazioni con il solenne Triduo. La domenica, infine, dopo la celebrazione serale della Santa Messa e l'offerta del cero da parte del sindaco di Lamezia Terme, vengono portate in processione, le reliquie e il quadro di Sant'Eufemia di Calcedonia, insieme alle reliquie e alla statua del Santo paolano. Il solenne rito è un tripudio di preghiere, canti e gesti di devozione. I quattro giorni della festa, che si svolgono in piazza Italia, sono caratterizzati da importanti spettacoli e da una apprezzata sagra di beneficenza.

### Istituzioni, enti e associazioni
- 2º Reggimento Aviazione dell'Esercito "Sirio";
- Agenzia delle Dogane - Sezione Operativa Territoriale Aeroporto di Lamezia Terme;
- Unioncamere Calabria.

## Infrastrutture e trasporti

### Strade
La rete stradale periferica di Lamezia Terme funge da collegamento fra l'Autostrada A2 (Salerno-Reggio Calabria) e la SS 280 che porta fino a Catanzaro. La città è servita dall'uscita autostradale di Lamezia Terme e da tre uscite sulla SS 280, Lamezia Terme Sud, Lamezia Terme Est e Lamezia Terme Ovest. Quest'ultima, con lo snodo per l'aeroporto e il quartiere Sant'Eufemia Lamezia, rappresenta il termine tirrenico della SS 280.
Da Lamezia passa un'altra arteria viaria importante per la regione Calabria, la SS 18 che percorre tutta la costa tirrenica da Salerno a Reggio Calabria.

### Ferrovie

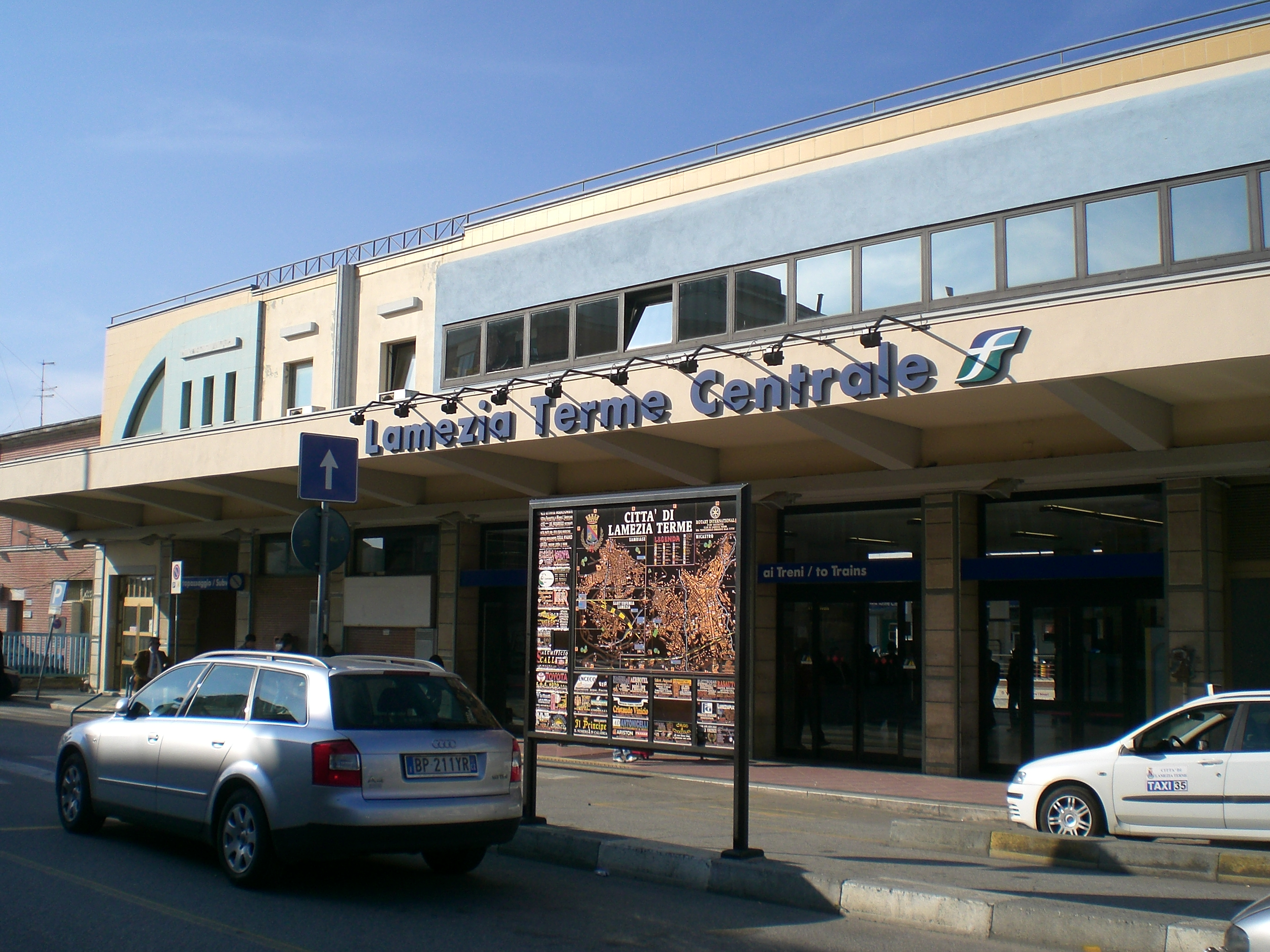
Stazione di Lamezia Terme

Per quel che concerne il trasporto su rotaia, la stazione di Lamezia Terme Centrale è il principale scalo merci ed uno dei più importanti scali passeggeri della regione. È sede di terminal per auto al seguito sul treno. La stazione è capolinea della tratta Veloce Roma Termini-Lamezia Terme Centrale. I treni Frecciargento che percorrono questa tratta, proseguono in realtà la loro corsa fino a Reggio Calabria Centrale, perdendo però il loro status di Treni ES*Fast.
Si trova sulla ferrovia Tirrenica Meridionale e da qui si dirama la linea Lamezia Terme-Catanzaro Lido, dove avviene la connessione con la ferrovia Jonica. Fornisce collegamenti verso la Sicilia sia in direzione Vibo Valentia, Gioia Tauro, Palmi, Reggio Calabria sia in direzione Locri, Siderno, Melito Porto Salvo. È collegata verso Nord con Paola-Cosenza, Battipaglia, Salerno, Napoli, Roma, Torino, Milano e verso est con le città di Catanzaro e Crotone.

### Aeroporti

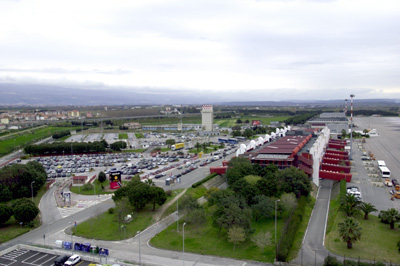
Aeroporto di Lamezia Terme

Sant'Eufemia dà il nome al principale aeroporto calabrese, costruito nel giugno del 1976. Lo scalo lametino, gestito da una società mista pubblico/privata (S.A.CAL.), effettua collegamenti di linea sia per voli nazionali che per voli internazionali e collegamenti charter organizzati dai tour operator per voli intercontinentali. Grazie alla sua posizione geografica centrale nella regione, e quindi facilmente raggiungibile, serve tutta la Calabria e anche alcuni comuni delle vicine regioni.
Accanto al sedime aeroportuale (collegata alla pista tramite un raccordo) sono ubicate le strutture del 2º Reggimento "Sirio" dell'AVES, equipaggiato con elicotteri Agusta-Bell AB-212.